# 梅妮莎·春塞薩袞
梅妮莎·春塞薩袞 （羅馬化：Menisa Chumsaisakul，1996年4月12日—），出生地泰國曼谷，小名Karn，為泰國的新生代女演員及模特。現為泰國第7電視臺旗下藝人。

## 演藝經歷
Karn於1996年4月12日出生於泰國曼谷。2018年在選美競賽“泰國環球小姐”中獲得前16強的殊榮，又於2019年的選美競賽“Thai Supermodel Contest”獲得Top 10以及特別獎項“Best Healthy Beauty from Biore”的佳績。隨後加入泰國第7電視臺，為男星米克·通拉亞的同門師妹。2021年拍攝的首部電視劇《逐浪之愛》在年初開播，在劇中飾演“Namrin”一角。

## 影視作品

### 電視劇
| 首播年份 | 戲名             | 戲名   | 播放平台 | 角色           | 備註 |
| 首播年份 | 譯名             | 原文名 | 播放平台 | 角色           | 備註 |
| 2021年   | 《逐浪之愛》     |        | Ch7HD    | Namrin （Rin） | 配角 |
| 2022年   | 《五農神2022》   |        | Ch7HD    | Manfah         | 配角 |
| 2023年   | 《風吹過的星星》 |        | Ch7HD    | Nicha          | 客串 |
| 2024年   | 《神秘預兆》     |        | Ch7HD    |                | 配角 |

## 獎項
| 年份   | 組織                                    | 獎項                           | 來源  |
| 2018年 | Miss Universe Thailand （泰國環球小姐） | Top 16                         |       |
| 2019年 | Thai Super Model 2019 （泰國超模大賽）  | Top 10                         |       |
| 2019年 | Thai Super Model 2019 （泰國超模大賽）  | Best Healthy Beauty from Biore | [ 2 ] |

## 外部連結
- 梅妮莎·春塞薩袞於Channel 7的簡介 （页面存档备份，存于）（泰文）
- 梅妮莎·春塞薩袞的Instagram帳戶（泰文）
- 梅妮莎·春塞薩袞的X（前Twitter）（泰文）